# ممارسات تصنيعية جيدة
ممارسات تصنيعية جيدة أو ممارسات تصنيعية صالحة (بالإنجليزية: Good manufacturing practice)‏ اختصارا "GMP"، هي الممارسات والنظم المطلوب الاخذ بها في تصنيع الأدوية، ومراقبة الجودة، ونظام الجودة الذي يغطي تصنيع واختبار الأدوية أو العقاقير بما في ذلك المكونات الصيدلانية الفعالة، والتشخيص، والأطعمة، والمنتجات الصيدلانية، وخدمات الأجهزة الطبية. وكذلك برامج سلامة الغذاء المتطورة مثل تحليل المخاطر ونقاط التحكم الحرجة.

## اقرأ أيضًا
- الممارسة المعملية الجيدة
- مراقبة الجودة
- قائمة مواضيع إدارة وهندسة الجودة